# François Motier conte di Lafayette
François Motier conte di Lafayette (fl. XVII secolo) è stato un militare francese.
Signore di Nades, Hautefeuille di Lespinasse e Beauregard, servì in Olanda, assegnato alla compagnia del maresciallo d'Albret, e poi investito del grado di tenente nel reggimento delle Guardie francesi.
Si sposò nel 1665 con Marie-Madeleine Pioche de Lavergne, figlia di Aymar, governatore di Havre e maresciallo. Marie-Madeleine scrisse numerosi romanzi, e il merito letterario le è stato interamente riconosciuto seppure usasse abitualmente pseudonimi.
Il conte de la Fayette ebbe da questa unione due figli: Rene-Armand e Louis de la Fayette, abate di Notre-Dame de Valmont.